# Phorbia moliniaris
Phorbia moliniaris är en tvåvingeart som först beskrevs av Karl 1917.  Phorbia moliniaris ingår i släktet Phorbia och familjen blomsterflugor. Arten är reproducerande i Sverige. Inga underarter finns listade i Catalogue of Life.